# C5orf49
C5orf49 (англ. Chromosome 5 open reading frame 49) – білок, який кодується однойменним геном, розташованим у людей на 5-й хромосомі. Довжина поліпептидного ланцюга білка становить 147 амінокислот, а молекулярна маса — 16 991.
| 10         |  | 20         |  | 30         |  | 40         |  | 50         |
| ---------- |  | ---------- |  | ---------- |  | ---------- |  | ---------- |
| MEDDEEETTA |  | STLRGKPRPP |  | PVSAQSAFSY |  | IPPRRLDPKE |  | HSYYYRPART |
| GIISLYDCIF |  | KRRLDYDQKL |  | HRDDREHAKS |  | LGLHVNEEEQ |  | ERPVGVLTSS |
| VYGKRINQPI |  | EPLNRDFGRA |  | NHVQADFYRK |  | NDIPSLKEPG |  | FGHIAPS    |

A: Аланін

C: Цистеїн

D: Аспарагінова кислота

E: Глутамінова кислота

F: Фенілаланін

G: Гліцин

H: Гістидин

I: Ізолейцин

K: Лізин

L: Лейцин

M: Метіонін

N: Аспарагін

P: Пролін

Q: Глутамін

R: Аргінін

S: Серин

T: Треонін

V: Валін